# Solnce svetit vsem
Solnce svetit vsem (Солнце светит всем) è un film del 1959 diretto da Konstantin Naumovič Voinov.